# Auguste Ier de Saxe
Pour les articles homonymes, voir Auguste (homonymie) et Auguste Ier.
Auguste Ier (en allemand : August von Sachsen), né à Freiberg (électorat de Saxe) le 31 juillet 1526 et mort à Dresde (électorat de Saxe) le 11 février 1586, est électeur de Saxe de 1553 à sa mort, comte palatin de Saxe et margrave de Misnie de 1556 à sa mort. Il est le protecteur du parti luthérien dans le Saint Empire entre 1570 et 1586.

## Biographie
Auguste succède à son frère Maurice comme électeur de Saxe en 1553. Il gouverne habilement l'État puissant que lui a laissé Maurice, bien qu'en 1554 le traité de Naumbourg lui fasse obligation de céder une grande partie de ses terres à la branche ernestine des Wettin : outre les bailliages d’Altenbourg, d’Eisenberg, de Herbesleben et de Sachsenburg, il s'agissait de restituer pratiquement toute la Thuringe ; mais par échange ou rachat de 700 000 florins de fiefs, il reconstitue des bailliages proprement saxons.
En 1555, Auguste est élu président du cercle de Haute-Saxe. Sous son autorité, la principauté épiscopale de Meissen est sécularisé et ses terres : Stolpen et Bischofswerda (1559) puis Mügeln (1581) sont annexées à l’électorat de Saxe.
Auguste profite de la faide de Grumbach (1567) pour reprendre Gotha, faire prisonnier l'Ernestin Jean-Frédéric II, mis au ban de l'Empire, et s'emparer ainsi de plusieurs octrois en Thuringe. Il agrandit considérablement ses territoires par la tutelle des enfants de Jean-Guillaume de Saxe-Weimar, et le rachat du Vogtland et d'une partie du comté d'Henneberg.
Auguste est le chef de la Ligue évangélique pour le Saint Empire. Pour réunir les Luthériens qui commencent à se diviser, Auguste appuie et signe lui-même la Formule de Concorde de 1577 ainsi que le Livre de Concorde de 1580, et en tant que tuteur apporte la caution formelle des jeunes ducs Frédéric-Guillaume Ier de Saxe-Weimar, Jean II de Saxe-Weimar, Jean-Casimir de Saxe-Cobourg et Jean-Ernest de Saxe-Eisenach. Il s'oppose, lors de la diète d'Augsbourg, à l'adoption du calendrier grégorien. Il demeurera en paix tout son règne avec les princes catholiques de la maison de Habsbourg, avec qui il fit front contre les Calvinistes.
Auguste s'éteint en 1586 à Dresde et est inhumé dans la cathédrale de Freiberg.

## Famille
Fils du duc Henri « le Pieux » et de Catherine de Mecklembourg, Auguste Ier de Saxe épouse en 1548 Anne (1532-1585), fille du roi Christian III de Danemark et de Dorothée de Saxe-Lauenbourg. Quinze enfants sont nés de cette union :
- Jean (1550-1550) ;
- Éléonore (1551-1553) ;
- Élisabeth (1552-1590), épouse en 1570 Jean Casimir du Palatinat ;
- Alexandre (1554-1565) ;
- Magnus (1555-1558) ;
- Joachim (1557-1557) ;
- Hector (1558-1560) ;
- Christian Ier (1560-1591), électeur de Saxe ;
- Marie (1562-1566) ;
- Dorothée (1563-1587), épouse en 1585 le duc Henri-Jules de Brunswick-Wolfenbüttel ;
- Amélie (1565-1565) ;
- Anne (1567-1613), épouse en 1586 le duc Jean-Casimir de Saxe-Cobourg ;
- Auguste (1569-1570) ;
- Adolphe (1571-1572) ;
- Frédéric (1575-1577).

Veuf en 1585, Auguste Ier épouse en 1586 Agnès-Hedwige, fille de Joachim-Ernest d'Anhalt. Ils n'ont pas d'enfant.